# SchwuZ

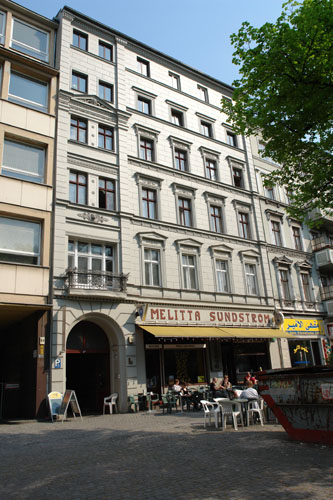
Antigua sede de SchwuZ en Mehringdamm 61.

SchwuZ (abreviatura de SchwulenZentrum, traducido como Centro Gay) fue fundado en 1977 por el grupo Homosexuelle Aktion Westberlin (HAW) y se convirtió en el primer club gay alternativo en Berlín Occidental. En contraste con la escena gay extensa, a veces elitista, en Berlín antes de 1977, el nuevo club no estaba oculto y era de libre acceso para todas las partes interesadas. Participaron estudiantes políticamente interesados como Egmont Fassbinder, Michael Ostwald y Elmar Kraushaar. Hoy en día, el SchwuZ, el club queer más antiguo de Alemania, es uno de los puntos de encuentro de la escena LGBT de Berlín.

## Historia
En el HAW, que fue fundado por estudiantes y tenía como objetivo la abolición del entonces artículo 175, dos facciones (una abocada a una acción más política y otra tendiente a desarrollar acciones más lúdicas y de impacto público) estaban enfrentadas desde sus inicios. Tras acciones como el Kiss-In de 1974 en la zona peatonal de Wilmersdorfer Straße, los implicados reconocieron las ventajas políticas de las actividades no teóricas. En la Pascua de 1975, la gente realizó una caminata tradicional a Krumme Lanke. El profesor Rainer Perfölz, cuya prohibición profesional en 1974 causó sensación en referencia a su homosexualidad y después participó de las manifestaciones de los estudiantes, también estuvo involucrado.
En 1977 finaliza el período de rigor teórico con la disolución de la HAW y al mismo tiempo se funda el centro gay en el mismo recinto. Se instalaron butacas de cine y una barra de construcción propia en el piso de una fábrica. Una habitación más pequeña pasó a llamarse «Tante-Magnesia-Raum», en honor al nombre del sexólogo Magnus Hirschfeld, y se equipó con colchones. Además de las actividades políticas, los plenos mensuales se ocuparon de la organización de eventos en el recinto; artistas como Rick Astley, Blondie, Boy George y Erasure dieron conciertos en SchwuZ.
SchwuZ fue el punto de cristalización de muchos proyectos y actividades como el primer Christopher Street Day de Berlín en 1979 o el periódico LGBT de la ciudad Siegessäule. Las salas sirvieron como salas de ensayo para muchos artistas y grupos, como por ejemplo Teufelsberg Produktion, Die Tödliche Doris, Cora Frost y Rosenstolz. Inicialmente, la entrada a los eventos de discoteca los días sábado era gratuita para los hombres, pero posteriormente se fijó la tarifa de un marco. Los departamentos gay de la AStA también organizaron eventos de baile en el lugar; esto le dio a SchwuZ un papel central en la red cada vez más estrecha de los grupos LGBT de Berlín. Más tarde, la reunión de grupos gay de Berlín resultaría de contactos hechos en SchwuZ.
Si bien todos los involucrados trabajaron inicialmente de forma voluntaria, desde la profesionalización en 1999, que fue de la mano de una renovación completa de las habitaciones, todos los trabajadores nocturnos han sido remunerados.
SchwuZ participó en la campaña "United We Stream" del circuito de clubes de Berlín, que tuvo pérdidas masivas debido a las medidas contra la pandemia de COVID-19.

## Instalaciones
Las primeras instalaciones fueron puestas a disposición por Rosa von Praunheim, que había alquilado un piso debajo de su estudio de cine en Dennewitzstraße para este propósito, sentando así las bases de SchwuZ. Poco después, SchwuZ se mudó a una planta de producción en Schöneberger Kulmer Straße 20a. El teatro O-TonArt ahora está en el mismo edificio. En 1987 tuvo lugar el traslado a Hasenheide en Südstern. Aquí, también en lo que era una fábrica, SchwuZ se mudó al sótano en Mehringdamm 61 en Kreuzberg en 1995. De 1989 a 2013, el mismo edificio albergó el Schwules Museum y hasta 2008 también el Allgemeine Homosexuelle Arbeitsgemeinschaft (AHA), así como un café que lleva el nombre de Melitta Sundström, a través del cual se accedía a SchwuZ la mayor parte del tiempo. En el otoño de 2013, SchwuZ se mudó a la antigua cervecería Kindl, Rollbergstraße 26 (Neukölln), justo al lado de la llamada Schillerkiez, donde se ubicarán locales significativamente más grandes para acomodar al mayor número de visitantes. La primera fiesta en la nueva ubicación tuvo lugar allí el 16 de noviembre de 2013. Las instalaciones sirvieron como telón de fondo para el video musical de  '...und ich tanz’ (Latches Mix) del cantante de Hamburgo Peter Heppner.